# 汀角

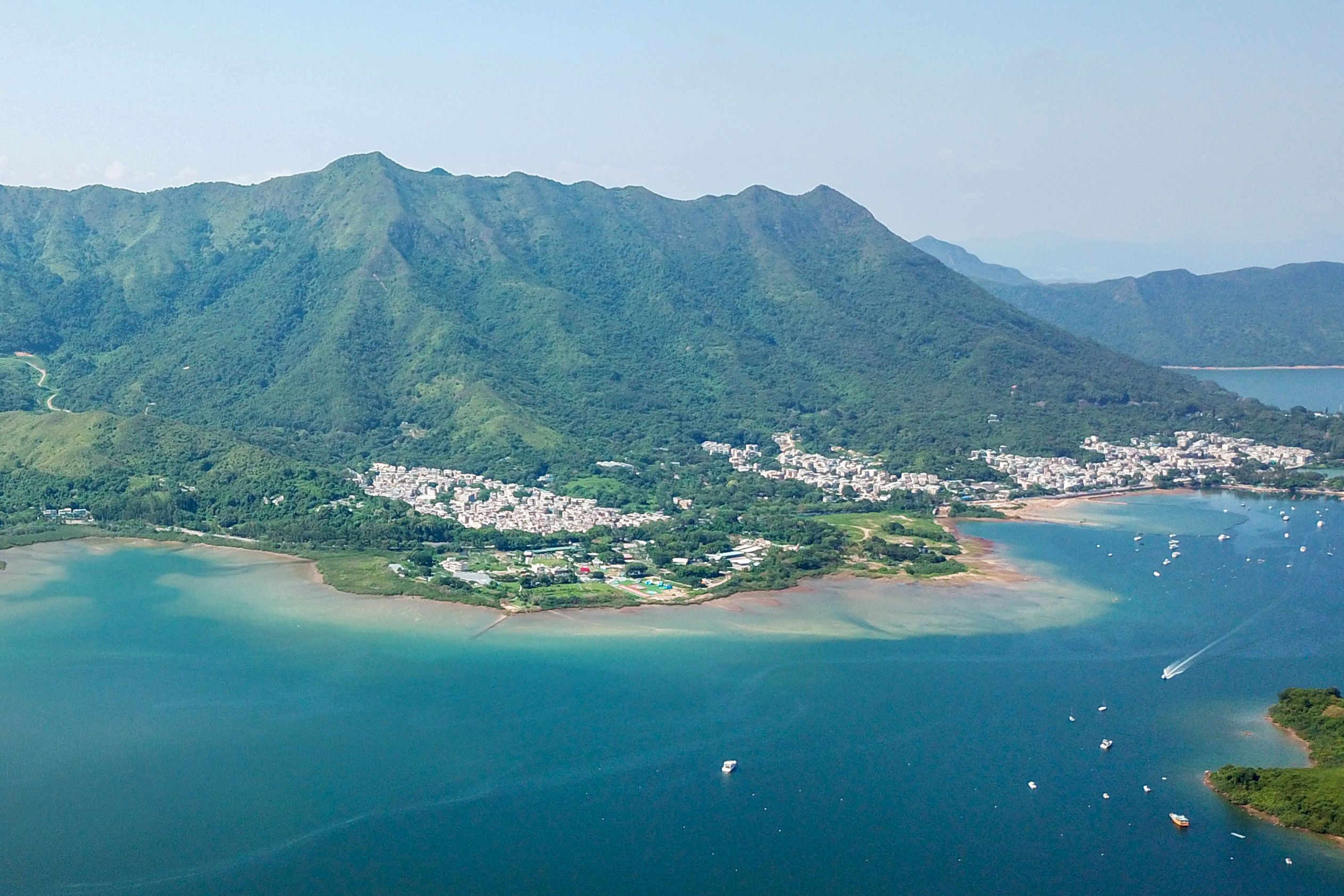
汀角坐落在八仙嶺的山腳

汀角（英語：Ting Kok），為香港的一個地方，位於新界大埔區內，處船灣海北岸，在布心排與大尾篤之間一帶。
大埔七約中的汀角約有汀角村、山寮村及犁壁山新村三村，其中汀角村建村300年，歷史最悠久。汀角村原居民逾2000人，為雜姓村落，有李、俞、林、梁、胡、黃、彭、楊、梁、葉等氏族聚居，當中彭氏為新界五大家族粉嶺彭氏的分支。
由於坐落在八仙嶺的山腳，附近有很多燒烤場，例如TLCBBQ（大埔） （页面存档备份，存于），所以假日，尤其星期六有不少慕名而來遊樂的市民在此站下車，前往就近汀角村的燒烤場地。而汀角的海邊也是紅樹林棲身之地，汀角攀樹蟹於該處被發現，亦以該地名命名。

## 歷史
漁農自然護理署於1985年3月將汀角選為具特殊科學價值地點、是香港第四大紅樹林。包括欖李、白骨壤、桐花樹、秋茄、露兜樹、黃槿等海邊樹木和紅樹皆可在此發現。
有發展商計劃在汀角發展水療度假酒店，除擬於地盤東面興建酒店住宿、水療設施、餐飲及零售設施外，更計劃在東面臨近海邊位置，設置一所以舉辦婚禮為主題的特色教堂，以配合已落實興建的龍尾泳灘。該發展計劃地盤面積約61,000平方米，地積比率將不多於0.4倍，酒店房間不多於230間，建築物高度不多於3層。大埔區議員任啟邦認同水療酒店發展計劃對區內就業旅遊有好處，但擔心新發展對鄰近的紅樹木有影響，亦憂慮區內交通配套不勝負荷。

## 區議會議席分佈
由於汀角人口稀少，所以往往跟三門仔、洞梓、船灣、大尾篤等鄉村範圍劃為同一個選區。
| 年度/範圍 | 2000-2003 | 2004-2007 | 2008-2011 | 2012-2015 | 2016-2019 | 2020-2023 |
| --------- | --------- | --------- | --------- | --------- | --------- | --------- |
| 整個汀角  | 船灣選區  | 船灣選區  | 船灣選區  | 船灣選區  | 船灣選區  | 船灣選區  |

註：以上主要範圍尚有其他細微調整（包括編號），請參閱有關區議會選舉選區分界地圖及條目。